# Walter Lentaigne
Walter David Alexander Lentaigne (né le 15 juillet 1899 et décédé le 24 juin 1955), aussi connu sous le nom de Joe Lentaigne, est un lieutenant général et officier supérieur de l'Armée indienne britannique.

## Biographie

### Famille
Issu d'une famille d'origine normande installée depuis la Révolution française en Irlande, il descend directement de Benjamin Lentaigne et est de la même famille que Jacques-Guy Lentaigne de Logivière, maire de Caen, en France, de 1806 à 1816. Il est le fils de l'honorable Benjamin Walter Plunkett Lentaigne (1865–1941), juge à la Haute-Cour de Burma, et d'Elisabeth Coffey (1864–1935), ainsi que le petit-fils du très honorable Sir John Francis Nicholas Lentaigne. Il a un frère, Charles Nugent Lentaigne (1901–1981), commandant du HMS Gurkha, ainsi qu'une sœur, Vivienne (1896–1984).
Il se marie 1928 avec Susannah Marsden, dont il a trois enfants, dont Victor, lieutenant commander de la Royal Navy. Il se remarie en 1948 avec Hermione Lascelles.

### Carrière militaire
Après des études à l'Oratory School, Walter Lentaigne rejoint l'Armée indienne britannique comme sous-lieutenant en octobre 1918, au sein du 4e régiment de fusiliers gorkhas. Il prend part à la Troisième guerre anglo-afghane en 1919. Pendant la Seconde Guerre mondiale, au cours de la campagne de Birmanie de 1942, il commande un bataillon avant de recevoir le commandement de la 63e brigade d'infanterie indienne.
En 1943, il est personnellement choisi par le général Archibald Wavell pour former et commander la 111e brigade d'infanterie indienne comme brigade de pénétration. En 1944, au cours de l'opération Thursday, il est nommé commandant de la force Chindits, en remplacement d'Orde Charles Wingate, mort dans un accident d'avion. Il dirige cette force jusqu'à sa dissolution en 1945.
Après la guerre, il dirige les programmes d'entraînement dans la jungle de l'armée indienne en tant que commandant de la 39e division d'infanterie indienne. De 1948 à 1955, il est le deuxième commandant du Defence Services Staff College. Après avoir pris sa retraite en 1955, il meurt la même année, peu après son retour à Londres.